# مساله‌ی خوش‌ساخت
پدیده‌ی مساله‌ی خوش‌ساخت (خوش‌ریخت، خوش‌رفتار) را ژاک آدامار پیشنهاد داده است. او بر این باور بود که مدل‌های ریاضی از پدیده‌های فیزیکی باید دارای ویژگی‌هایی باشد تا:
1. یک حل وجود داشته باشد،
2. حل، منحصر به فرد باشد،
3. رفتار حل به‌طور پیوسته با شرایط اولیه تغییر کند.

از مسئله‌های خوش‌ساخت کهن‌الگو می‌توان به مسئلهٔ دیریکله برای معادلهٔ لاپلاس و معادله گرما با شرایط اولیهٔ مشخص اشاره کرد. این‌ها را می‌توان به عنوان مسئله‌های «طبیعی» در نظر گرفت که فرایند فیزیکی در آن‌ها با این مسائل مدل‌سازی شده‌است.
مسائلی که خوش‌ساخت نیستند از دیدگاه آدامار بدساخت نامیده می‌شوند. مسائل وارون اغلب بدساخت هستند. برای نمونه، معادلهٔ گرمای وارون، که از یک توزیع پیشین دمای نهایی گرفته می‌شود، خوش‌ساخت نیست و در آن جواب به شدت به تغییرات داده‌های نهایی حساس است.
اگر مسئله‌ای خوش‌ساخت باشد، به احتمال زیاد توسط یک الگوریتم پایا پاسخی در رایانه برای آن وجود دارد. اگر خوش‌ساخت نباشد، نیاز به بازنویسی معادلهٔ آن برای رفتار عددی است. معمولاً این منجر به فرضیات بیش‌تر، مانند نرمی پاسخ می‌گردد. این فرایند به عنوان منظم‌سازی شناخته می‌شود. منظم‌سازی تیکونوف یکی از پرکاربردترین راه‌ها برای مسائل بدساخت خطی است.